# 陈苏学派
陈苏学派，又称浙大学派、浙江大学微分几何学派。20世纪前期存在于中国浙江大学的数学学派，于20世纪40年代后期达到最盛，随1952年的院系调整而消失。其领袖人物为数学家陈建功与苏步青。

## 历史
1928年浙江大学数学系成立。陈建功与苏步青两人于1929年后先后来到浙江大学数学系工作。1931年陈建功、苏步青分别组办了函数论、微分几何的讨论班。1939年成立理科研究所数学部。1941年陈建功与苏步青两人成立了浙江大学数学研究院招收研究生，下有解析组和分析组，由此陈苏学派逐渐形成。出身于陈苏学派的数学家还有程民德、谷超豪、夏道行、王元、胡和生、石钟慈、沈昌祥、熊全治、杨忠道、周元燊等。